# LeftRightLeftRightLeft
LeftRightLeftRightLeft – koncertowy album brytyjskiej grupy Coldplay wydany 15 maja 2009 do ściągnięcia za darmo o 10:00 polskiego czasu na oficjalnej stronie zespołu. Fizyczna forma albumu była rozdawana podczas trasy koncertowej Viva la Vida Tour.
Pomysł na nagranie darmowego albumu live narodził się na początku lutego 2009. Muzycy chcieli w ten sposób wyrazić wdzięczność swoim fanom.

## Lista utworów
1. „Glass of Water” – 4:43
2. „42” – 4:52
3. „Clocks” – 4:40
4. „Strawberry Swing” – 4:16
5. „The Hardest Part/Postcards from Far Away” – 4:15
6. „Viva la Vida” – 5:24
7. „Death Will Never Conquer” – 1:39
8. „Fix You” – 5:38
9. „Death and All His Friends” – 4:22